# Zhou Cang
En aquest nom xinès, el cognom és Zhou.
Zhou Cang és un personatge de ficció de la novel·la històrica el Romanç dels Tres Regnes de Luo Guanzhong.

## Biografia de ficció
Un guerrer fort amb una cara fosca i una barba hirsuta, Zhou es va veure embolicat en la Rebel·lió dels Turbants Grocs i es va unir als rebels. Va ser durant aquest temps que va conèixer a Guan Yu per primera vegada, que el va impressionar amb el seu coratge i sentit de l'honor. No obstant això, després que la rebel·lió va ser aixafada per les forces de la Dinastia Han, Zhou es convertí en un bandit renegat. Habitava la muntanya Woniu amb uns altre antic rebel del turbant groc, Pei Yuanshao, i es va fer famós com un guerrer de gran força i habilitat. Després de trobar-se amb Guan Yu de nou en una carretera de muntanya, el va jurar la seva lleialtat al digne general i va ser nomenat al rang de portador d'armes de Guan Yu. Un barquer expert, el seu talent va ser fonamental per ajudar a aconseguir l'atac per aigua de Guan Yu a la batalla de Fancheng. A Fancheng, va aconseguir la captura de Pang De durant les inundacions del castell. Es va suïcidar al saber que Guan Yu i Guan Ping havien estat capturats i executats per les forces de Sun Quan.

## Altres aparicions
Després que Guan Yu va ser fet una deïtat, Zhou va passar a formar part del trio sant, juntament amb el fill adoptiu de Guan Yu, Guan Ping. El seu rostre es retrata sovint com carbó negre, un fort contrast amb el blanc pur dels trets de Guan Ping, i els tons rojos de Guan Yu.